# 特別警備隊 (海上自衛隊)
特別警備隊（とくべつけいびたい、英：JMSDF Special Boarding Unit：SBU）は、2001年に創隊された海上自衛隊の特殊部隊で、全自衛隊初の特殊部隊として創設された部隊でもある。本部は広島県江田島市の海上自衛隊江田島地区。自衛艦隊の直轄部隊である。海上自衛隊内部では、特警隊と呼ばれている。英称の「Special Boarding Unit」から、SBUと表記されることもある。

## 任務

隠密上陸を訓練する海上自衛隊員 カリフォルニア州（2013年）

能登半島沖不審船事件の教訓を基に2001年3月にアメリカ海軍のNavy SEALsをモデルにした特殊部隊として創設された部隊で、海上警備行動発令時におけるヘリコプターや高速ボートによる不審船への移乗強襲、武装解除および無力化を主任務としている。また、潜水による水中浸透の訓練、空挺降下の訓練、野戦、森林戦、市街戦等の地上戦の訓練なども行っている。状況により護衛艦搭載哨戒ヘリコプターのSH-60JやSH-60Kを使用する場合もある。MCH-101では1機あたり1個小隊16〜24名が搭乗し、ラペリングまたはファストロープにより対象船舶に対する強襲降下が可能である。

### 教育
特別警備課程は年に一度、募集要項が海自全部隊に通達され、職種に関わらず応募できる。応募に際しては、原則として3等海曹以上、30歳未満の隊員が対象。射撃能力、運動能力、水泳能力に優れていること等が要件とされる。特別警備課程において海士長の学生も存在する。水中処分隊の爆発物処理員（EOD）、陸警隊出身者が比較的多いが、警務官（警務隊員）から航空機操縦士、降下救助員・整備員などさまざまな職種から選抜されている。部隊創設時にはイギリス海兵隊の特殊舟艇部隊（SBS）から教官を招聘し、訓練を受けた。

## 部隊編成
部隊人員数は2015年の時点で約90名である。
- 隊本部（総務班・運用班・作戦資材班・医務班）：医務班は医官2名、衛生員2名で編成されており、高規格救急車も配備されている。
  - 第1小隊 - （1個小隊内（小隊長除く18名）に2個班（1個班9名）がある）
  - 第2小隊
  - 第3小隊
  - 第4小隊[3]

## 主要幹部
| 職名         | 階級    | 氏名   | 補職発令日   | 前職               |
| ------------ | ------- | ------ | ------------ | ------------------ |
| 特別警備隊長 | 1等海佐 | 佐藤基 | 2025年8月1日 | 自衛艦隊司令部勤務 |

| 代 | 氏名     | 在任期間                | 出身校・期        | 前職                                                | 後職                                             |
| -- | -------- | ----------------------- | ----------------- | --------------------------------------------------- | ------------------------------------------------ |
| 01 | 山口 透  | 2001.03.27 - 2003.03.26 | 防大22期          | 海上自衛隊第1術科学校付                             | 海上幕僚監部防衛部運用課長                       |
| 02 | 中村雅樹 | 2003.03.27 - 2006.03.26 | 防大26期          | 海上自衛隊第1術科学校付                             | 海上訓練指導隊群司令部付 →2006.4.3 第1護衛隊司令 |
| 03 | 畠野俊一 | 2006.03.27 - 2008.03.25 | 防大28期          | 第5航空隊司令                                       | 海上幕僚監部総務部総務課広報室長                 |
| 04 | 熊谷公夫 | 2008.03.26 - 2008.12.16 | 早大・ 36期幹候   | 第1航空隊副長                                       | 呉地方総監部付                                   |
| 05 | 畠野俊一 | 2008.12.17 - 2010.03.22 | 防大28期          | 海上幕僚監部総務部総務課広報室長                    | 海上幕僚監部人事教育部付 →2010.4.1 同厚生課長    |
| 06 | 保科俊朗 | 2010.03.23 - 2013.07.31 | 防大35期          | 海上幕僚監部人事教育部補任課                        | 海上自衛隊幹部学校付                             |
| 07 | 栁 信男  | 2013.08.01 - 2014.07.31 | 日体大・ 38期幹候 | くにさき運用長 兼副長 兼 エアクッション艇運用整備長 | 第1輸送隊 →2014.8.5 しもきた艦長                 |
| 08 | 小関昌彦 | 2014.08.01 - 2017.07.31 | 防大39期          | 海上自衛隊幹部学校付                                | 海上幕僚監部人事教育部 人事計画課制度班長        |
| 09 | 德留秀和 | 2017.08.01 - 2019.07.31 | 早大・ 49期幹候   | 海上幕僚監部人事教育部人事計画課                    | 海上自衛隊幹部学校付                             |
| 10 | 坂前信博 | 2019.08.01 - 2021.09.09 | 防大43期          | 海上自衛隊第1術科学校                               | 海上幕僚監部人事教育部教育課勤務                 |
| 11 | 黒木一博 | 2021.09.10 - 2023.10.01 | 防大34期          | 自衛艦隊司令部 兼 海上自衛隊第1術科学校             | 海上自衛隊幹部学校勤務                           |
| 12 | 渡邊 渉  | 2023.10.02 - 2025.07.31 |                   | 第31整備補給隊副長                                  | 第201整備補給隊司令                              |
| 13 | 佐藤基   | 2025.08.01 -            |                   | 自衛艦隊司令部勤務                                  |                                                  |

## 関連年表

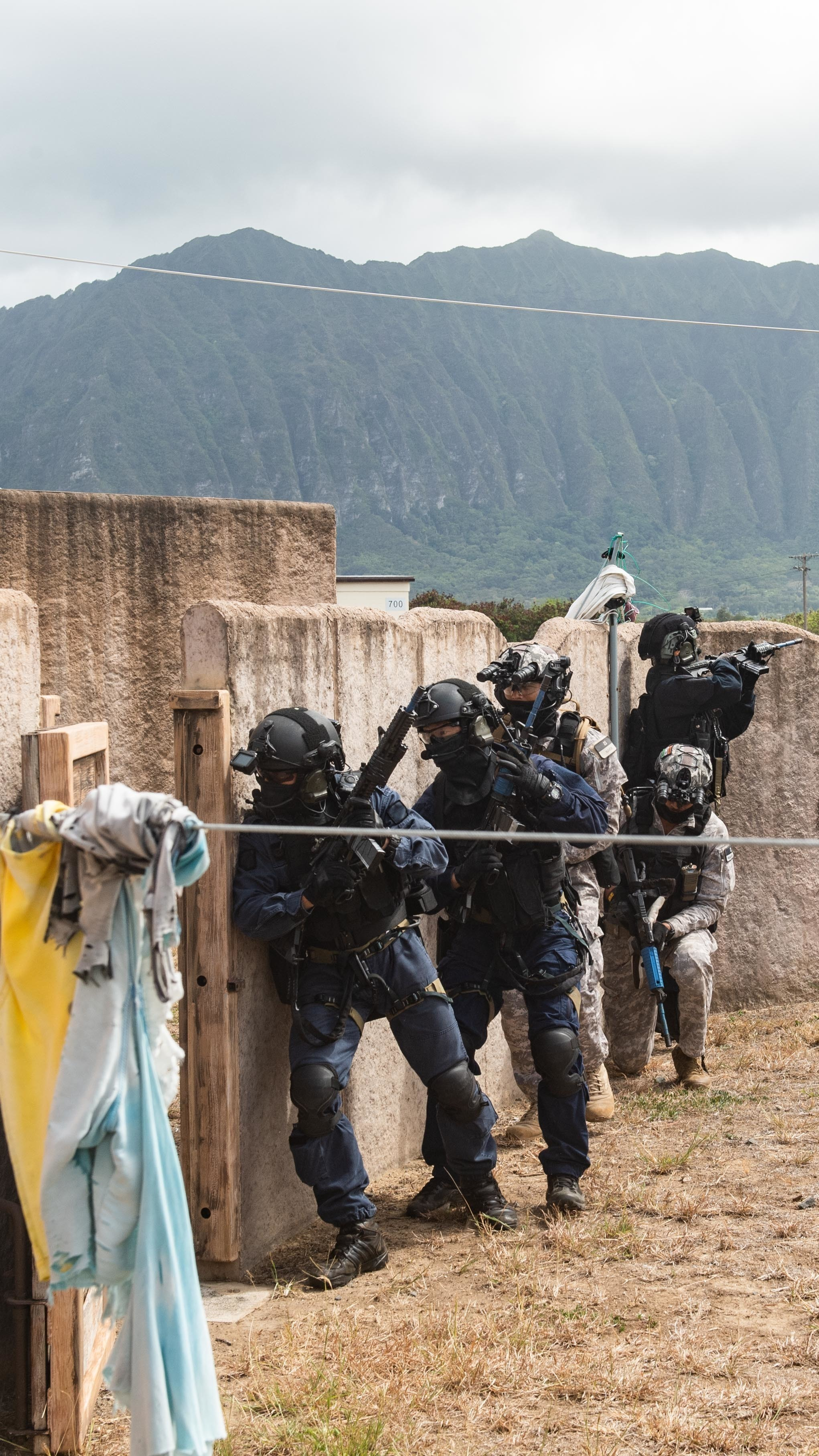
環太平洋合同演習（RIMPAC）2022にてインド海軍等と訓練中の特別警備隊

- 1999年（平成11年）
3月22日：能登半島沖不審船事件発生。護衛艦「みょうこう」の航海長の伊藤祐靖の下に臨時の臨検部隊が編成されるも臨検は実施されず。この教訓を契機に海上自衛隊が特殊部隊創設を決定する。
12月：横須賀基地内に編成準備室が発足する。
- 2000年（平成12年）
2月～3月：江田島第1術科学校にて、前年に選抜された基幹要員が招聘したイギリス海兵隊の特殊舟艇部隊（SBS）教官から基礎訓練を受ける。
- 2001年（平成13年）
3月27日：江田島基地において開隊。
6月20日より約1ヶ月間、江田島にてアメリカ海軍ネイビーシールズの特殊戦グループ1（NSWG-1）から訓練を受ける。
12月22日：奄美沖で九州南西海域工作船事件発生。日本国政府から出動待機命令発令。出動体制に入るが、その前に不審船が自沈した為、初出動にはならなかった。
- 2004年（平成16年）
整備担当課である海上幕僚監部装備部需品課（当時）に、特別警備隊を熱望していた1等海尉（当時）が着任。特別警備隊発足当時、米国連絡官であった一尉は部隊設立に関する情報収集のため米海軍と交渉し、非公式ながらNavy SEALsの訓練課程である基礎水中爆破訓練（通称BUD/S）に1週間体験入隊した。1尉はその結果を詳細にレポートしたが海上幕僚監部で取り上げられることはなく、収集した情報自体も存在しないこととされた。また、担当となった一尉は海上幕僚監部内はもとより財務省に対しても特別警備隊の必要性を説き、予算枠を多大に増大させた。
- 2006年（平成18年）
週刊文春の元記者で作家の麻生幾による[5]と、実行はされなかったものの、イラク日本人人質事件で誘拐された3人の人質を奪還するために特別警備隊員をバグダッド駐留米軍に派遣して米軍部隊との合同で救出する「バビロンの桜」計画が立案されたとしている。
- 2007年（平成19年）
6月28日：マスメディアに対して初めて公式に訓練が公開される。広島県宮島周辺海域にて、哨戒ヘリコプター「SH-60J」と高速ゴムボート「特別機動船（RHIB）」から、不審船に見立てた水中処分母船に乗り移り制圧する内容。海上自衛隊では特別警備隊の訓練の公開は「これが最初で最後」としている。
- 2008年（平成20年）
9月9日：特別警備隊の第1901期応用課程において学生1人が、15人を連続で相手にする格闘訓練中相手のパンチを顎で受け意識不明となり後日急性硬膜下血腫で死亡した。死亡した学生（3等海曹）は応用課程学生を辞めることを希望していた（死亡が確認されたのは9月25日）。11月27日、事故の詳細調査のため現隊長を12月17日付で呉地方総監部付とし、後任に第3代隊長を再任させる防衛省人事を発令した。指導にあたっていた主任教官付2等海曹は武道有段者（少林寺拳法初段、剣道初段）であったが死亡した3曹が疲労して防御できなくなっていたのに、漫然と格闘を続けさせた過失があったなどとして業務上過失致死罪で起訴され罰金50万円の略式命令を受けた。
- 2009年（平成21年）
ソマリア沖アデン湾に出没する武装海賊対策として、海上警備行動による護衛艦派遣計画の中で、派遣護衛艦への特別警備隊の乗艦が決定。3月14日に派遣護衛艦と共に出発。（詳細はソマリア沖海賊の対策部隊派遣を参照）
- 2010年 (平成22年)
12月15日：フリー軍事ジャーナリストの笹川英夫氏の報告によると、横須賀に駐留している米海兵隊艦隊付対テロセキュリティチーム (FAST) の分遣隊と特警隊が頻繁に合同訓練を実施しているとされる[6]。
- 2016年 (平成28年)
5月26日、27日：第42回先進国首脳会議時、洋上警戒を行う護衛艦に乗艦していた。不審船などによる海上からのテロを想定しており、有事の際には武装解除の役割を担っていた[7]。
- 2017年（平成29年）
6月21日、22日：ソマリア沖アデン湾に派遣中の護衛艦「てるづき」が、アデン湾西部で漂流していた遭難船舶に対応した際、「てるづき」立入検査隊の隊員と共に遭難船舶に接近する特別警備隊と思われる隊員が目撃されている[8]。
- 2018年（平成30年）
6月から8月にかけて行われた環太平洋合同演習(RIMPAC)に特別警備隊員が参加し、アメリカ陸軍特殊部隊群第1特殊部隊グループをはじめとする各国の特殊部隊の隊員と共同訓練を行った[9]。
- 2019年（令和元年）
8月15日、16日：ソマリア沖アデン湾に派遣中の護衛艦「あさぎり」において、特別警備隊とフランス海軍コマンドー部隊が海上共同訓練を実施した[10]。
- 2021年（令和3年）
8月23日から9月10日にかけて、グアム島及び同島周辺海域において実施される日米印豪共同訓練（マラバール2021）に参加する[11]。米海軍からは駆逐艦「バリー」、補給艦「ユーコン」、「ビックホーン」、P-8A哨戒機、C-17輸送機、太平洋特殊作戦コマンドが、インド海軍からはフリゲート「シヴァリク」、コルベット「カドマット」、P-8I、海軍特殊作戦部隊が、オーストラリア海軍からはフリゲート「ワラマンガ」が参加し、各種戦術訓練を実施し、海上自衛隊の戦術技量の向上並びに米海軍、インド海軍及びオーストラリア海軍との連携の強化を図る[11]。

- 2022年（令和4年）
6月から8月にかけて行われた環太平洋合同演習（RIMPAC）2022に参加し、アメリカ陸軍特殊部隊群第1特殊部隊グループ、ドイツ海軍Seebataillon（海兵大隊）海上阻止行動中隊、大韓民国海軍特殊戦旅団、インド海軍MARCOS（海軍特殊作戦部隊）等と共同訓練を実施した[12][13][14][15][16][17]。

・11月7日、8日：横須賀沖で行われた日米印豪共同訓練（マラバール2022）に参加し、アメリカ海軍特殊戦コマンド、インド海軍MARCOS（海軍特殊作戦部隊）と共同訓練を実施した[18][19][20]。
- 2023年（令和5年） 8月11日〜21日 : オーストラリアにて行われた日米印豪共同訓練（マラバール2023）に参加し、アメリカ海軍特殊戦コマンド、インド海軍MARCOS（海軍特殊作戦部隊）、オーストラリア海軍特殊作戦部隊と共同訓練を実施した。
- 2024年（令和6年）
4月16日：海上自衛隊は特警隊の隊員をインド太平洋地域に派遣し、海上保安機関に対し立ち入り検査などに関する能力構築の支援を行うと公表した。自衛隊の特殊部隊が海外機関に能力構築の支援を行うのは初めてである[21]。
・5月20日〜26日：令和6年度インド太平洋方面派遣（IPD24）に特警隊の派遣特別警備小隊が参加し、コロニアにおいてミクロネシア連邦海上警察と立入検査訓練および舟艇整備訓練といった親善訓練を実施した。ミクロネシア連邦との親善訓練は今回が初であった。

・7月：嘉手納基地において、特殊作戦群長、特別警備隊長等は統合特殊作戦コマンド（JSOC）司令官、アメリカ空軍特殊作戦コマンド（AFSOC）司令官、太平洋特殊作戦コマンド（SOCPAC）司令官、在韓特殊作戦コマンド（SOCKOR）司令官と様々な意見交換を実施し、インド太平洋地域の戦略環境への認識を改めて一致させるとともに、今後の協力のあり方について議論した。

・環太平洋合同演習(RIMPAC)2024に参加
1日：アメリカ海軍特殊戦コマンド、インド海軍MARCOS（海軍特殊作戦部隊）と市街戦の共同訓練を実施。
5日：アメリカ海軍特殊戦コマンドと退役船で梯子の引っ掛け及び登攀の共同訓練を実施。
10日：アメリカ海軍特殊戦コマンド、インドネシア海軍KOPASKA（フロッグマン部隊コマンド）、ペルー海軍FOES（特殊作戦部隊）とFRIES（ファストロープ・インサーション・エキストラクション・システム）の共同訓練を実施。
11日：アメリカ海軍特殊戦コマンド、大韓民国海軍特殊戦旅団、インド海軍MARCOS（海軍特殊作戦部隊）、インドネシア海軍KOPASKA（フロッグマン部隊コマンド）、ペルー海軍FOES（特殊作戦部隊）と臨検、移乗、捜索、押収の共同訓練を実施。
16日：アメリカ海軍特殊戦コマンド、ペルー海軍FOES（特殊作戦部隊）と密林偵察の共同訓練を実施。
26日：アメリカ海軍特殊戦コマンドと近接戦闘の共同訓練を実施した。

・9月25日〜27日：シドニーにおいて、オーストラリア主催のPSI（拡散に対する安全保障構想）訓練「パシフィック・プロテクター２４」に参加し、日米豪韓共同立入検査訓練を実施した。

・10月8日〜18日：インドにて行われた日米印豪共同訓練（マラバール2024）に特警隊のIPD24派遣特別警備小隊が参加し、アメリカ海軍特殊戦コマンド、インド海軍MARCOS（海軍特殊作戦部隊）、オーストラリア海軍特殊作戦部隊と共同訓練を実施した。

・10月26日 : 日米共同統合演習「キーン・ソード25」に参加し、徳之島においてアメリカ海軍特殊戦コマンド、アメリカ空軍特殊作戦コマンド第21特殊作戦飛行隊、カナダ軍特殊部隊、陸上自衛隊水陸機動団等と共同訓練を実施した。

## 装備

### 個人被服・装具
- 迷彩服3型

RIMPAC 2022にて、海上自衛隊特別警備隊が迷彩服3型を着用していることが確認できる。
- マルチカム迷彩

特別警備隊がマルチカム迷彩を使用していることが判明している。
- コンバットシャツ

特別警備隊隊員が迷彩服3型と同様のデザインのコンバットシャツを着用している。

### 自動小銃
- HK416

自動小銃の名称でHK416A2を導入。附属品としてAimpoint CompM4とROTEX-Ⅲ減音器が各1個附属する。
- 89式小銃

折曲銃床式。任務の特性上、小回りが利く折曲銃床式が適しているからだと考えられる。
- M4A1

### 短機関銃・機関拳銃
- MP5A5[23]
- SIG SAUER MPX

試験用機関けん銃及び試験用9mm普通弾(MPX)が防衛装備庁で調達されている。
- 9mm機関拳銃

### 拳銃
- P226[23]

### 狙撃銃
- MSG90
- GM6
- M82
- G28

防衛省海上自衛隊の公式Xに2024年12月4日に投稿されたポストにおいてDSPE派遣中のSH-60Kの機内にSBUが持ち込んでいることが確認された。

### その他
- 閃光発音筒1形（スタングレネード）
- SH-60J
- MCH-101
- 水中スクーター
- 特別機動船（SB） - 11メートル級の高速型複合艇（RHIB）。

## 服装
特別警備隊員は、任務の特殊性故に独自の装備品が支給されている。海上自衛官服装細則（昭和40年12月25日海上自衛隊達第90号）第5条、第5条の4、第5条の5、第17条の6、第21条の2、別表第2の20によれば、特別警備服装（顔面覆又は作業帽（准海尉以上は冬略帽）若しくは立入検査帽、特別警備服、特別警備服上衣、特別警備手袋、特別警備靴、特別警備き章、略章）がその着用品とされている。立入検査帽についてはプレスオープンされた立入検査隊の訓練で形状や色調は明らかにされている。特別警備隊の徽章はコウモリとサソリを配したデザインである。

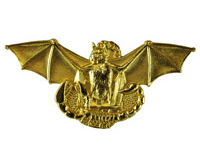
特別警備隊員徽章

### 特別警備服装

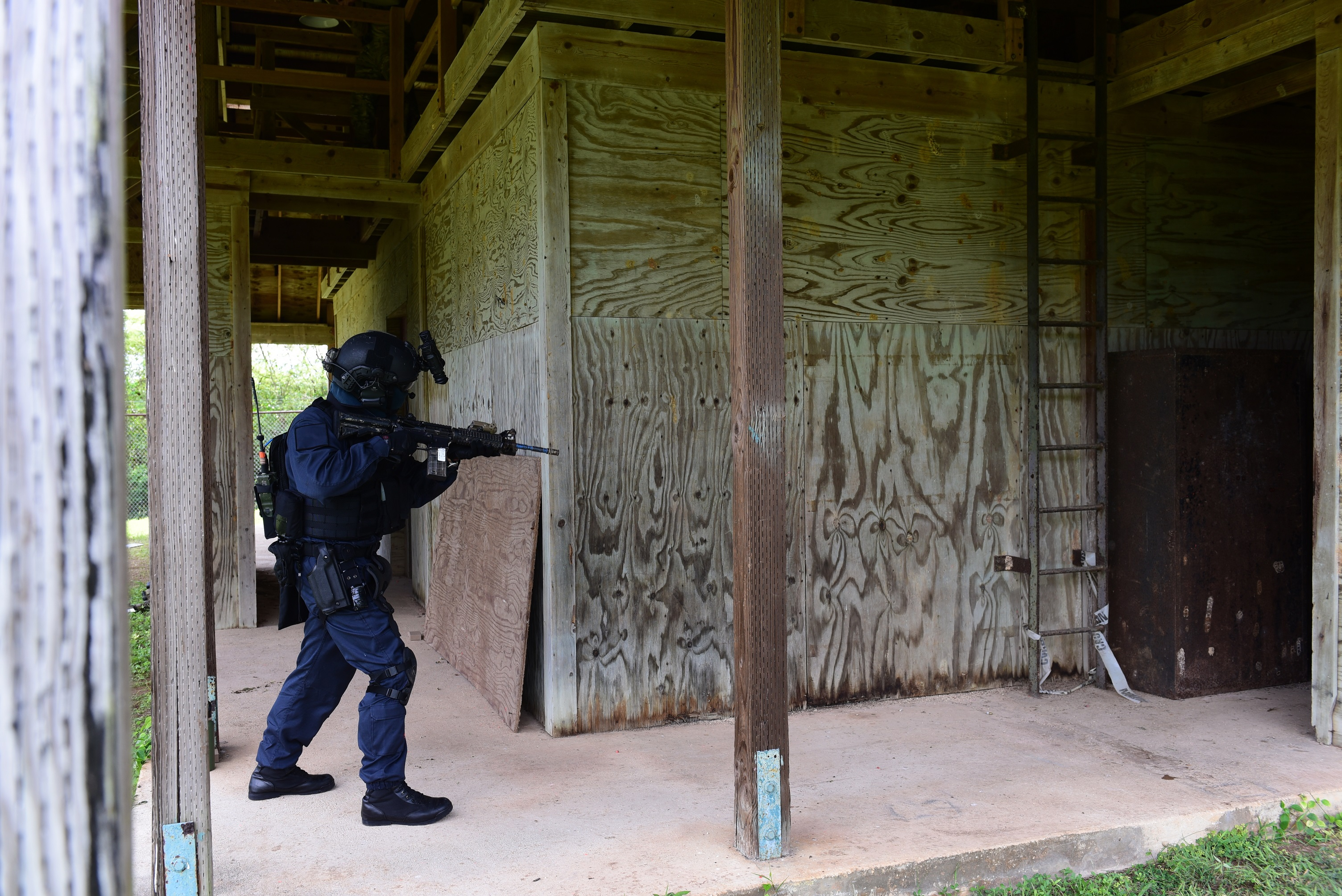
CQB訓練中を右側面から見た特別警備隊の服装
右腰にホルスターを装着しているが、拳銃を携行しない状態

- 顔面覆か作業帽
- 立入検査帽
- 特別警備服
- 特別警備服上衣
- 特別警備手袋
- 特別警備靴
- 特別警備き章
- 略章

## 登場作品
- 高貫布士　『テロ・クルーズ～血塗られた航海～』 2007年の小説。
- 門田泰明　『続存亡』　2009年の小説。
- 麻生幾　　『奪還』　　2010年の小説。主人公のモデルは特別警備隊の創設に携わり、先任小隊長も務めた伊藤祐靖である[29]。
- 伊藤祐靖　『邦人奪還』　2020年の小説。特別警備隊が、クーデターが発生した北朝鮮へ拉致被害者を救出しに出撃する。